# Serta Tsultrim
Serta Tsultrim (tibétain : གསེར་རྟ་ཚུལ་ཁྲིམས, Wylie : gser rta tshul khrims),  né en 1974, est un homme politique tibétain.

## Biographie
Serta Tsultrim est né en 1974 à Serta dans le Kham, au Tibet. Il rejoint une école primaire locale à l'âge de 6 ans et apprend plus tard la grammaire, la poésie, l'astrologie, la peinture de divinités et les écritures bouddhistes de Ragtam Jampaling et Serta Lharung Choegar. . 
Après son exil en Inde en 1998, il poursuit ses études à la Tibetan Transit School. Il travaille au Département de la religion et de la culture, de l'administration centrale tibétaine, et comme éditeur et chercheur au Centre de recherche culturelle et littéraire de l'Institut Norbulingka.
Il est le fondateur et directeur exécutif du Centre culturel tibétain Khawa Karpo. Il est également le rédacteur en chef tibétain de Bod-Kyi-Bangchen (The Tibet Express). Il est écrivain et a publié plusieurs articles, poèmes, travaux de recherche et livres sur la politique, la société et la culture. Il a édité et imprimé un magazine bimestriel Ngagyur Rigney. Il est élu membre du Parlement tibétain en exil où il représente de la province du Kham.